# La preghiera nella moschea
La preghiera nella moschea (La prière à la mosquée) è un dipinto a olio su tela dell'artista francese Jean-Léon Gérôme, realizzato nel 1871. L'opera è conservata al Metropolitan Museum of Art di New York.

## Descrizione
Il quadro, tipicamente orientalista, rappresenta l'interno della moschea di ‘Amr al Cairo, risalente al VII secolo d.C., nella quale alcuni fedeli pregano. Alcuni piccioni svolazzano per aria, attorno a un candeliere, mentre altri si raggruppano per terra, probabilmente per beccare del cibo. In primo piano sono presenti un dignitario e i suoi assistenti, mentre sullo sfondo si trovano i fedeli, incluso uno che indossa solo un perizoma, che pregano rivolti verso la Mecca. Tuttavia, è improbabile che Jean-Léon Gérôme abbia realmente assistito a una celebrazione nella moschea durante il suo viaggio in Egitto nel 1868, poiché il luogo di culto era caduto in disuso. Il dipinto, piuttosto è probabilmente l'unione di schizzi e fotografie di vari luoghi egiziani. In effetti, la struttura interna dell'edificio richiama molto una fotografia della moschea scattata da Henri Berchard nel 1870.
L'artista riuscì a dare enfasi all'architettura della moschea tramite la ripetizione e la giustapposizione degli archi bianchi e rossi, che rappresentano una sorta di reverenza silenziosa situata sopra i fedeli.